# Мозговая машина

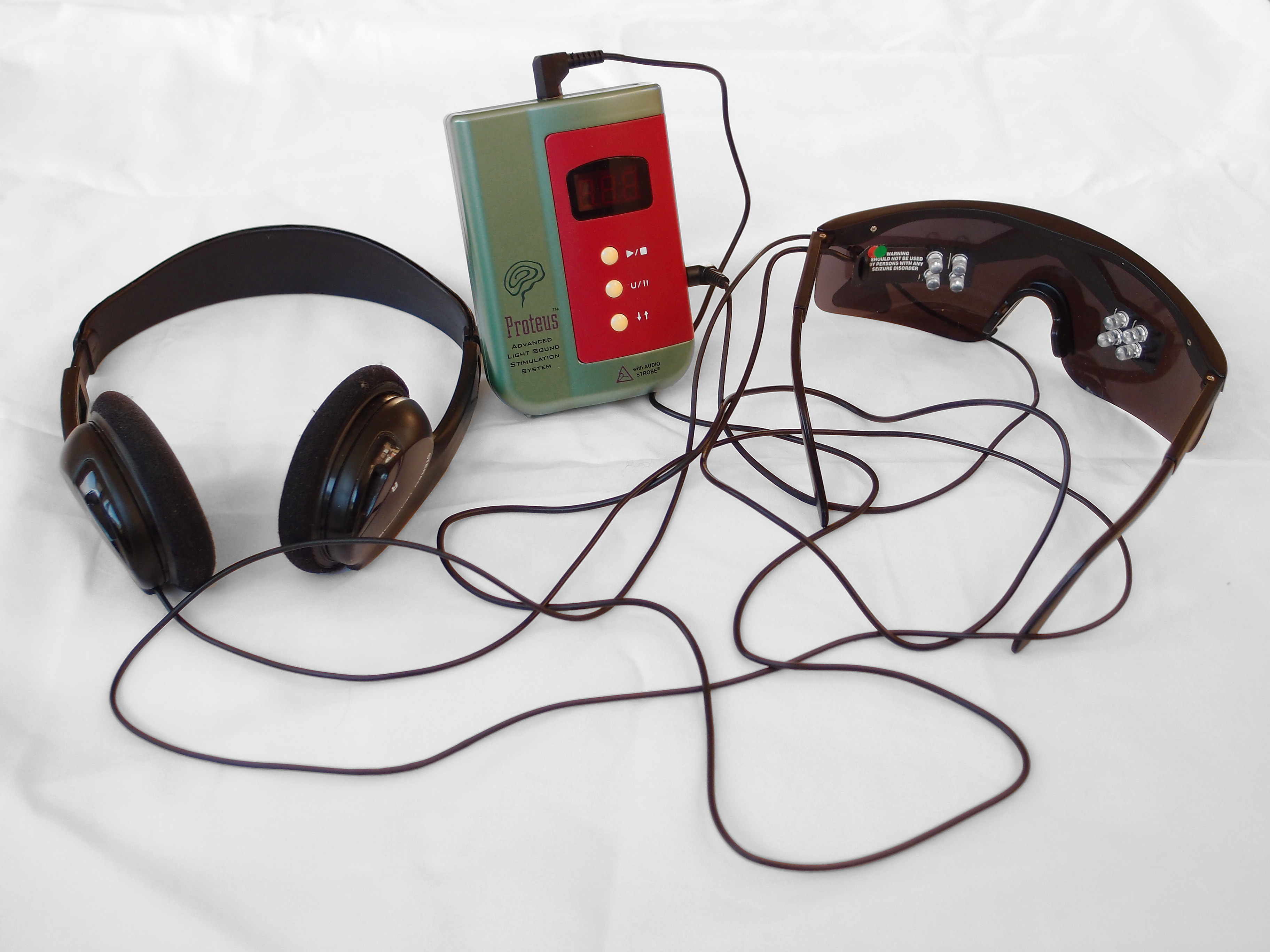
Светозвуковая машина с наушниками и стробоскопическими очками.

Мозговая машина использует звук и/или свет для достижения определённой частоты мозга пользователя. В теории результатом действия мозговой машины может быть состояние глубокой расслабленности, концентрации либо состояния изменённого сознания (транса), сравниваемые с теми, что могут быть получены в результате медитации и применения гипноза.
Процесс так же имеет название синхронизация звуковых волн. Компьютерные программы, генерирующие подобные эффекты, иногда называют псионическими.

## Описание
Мозговая машина  обычно состоит из элементов управления, пары наушников и (или) мерцающих светодиодных очков. Блок управляет сессиями и светодиодными очками. Профессионально, они обычно называются Устройство аудиовизуальной стимуляции (AVS-устройство).
Мозговые машины часто используются с оборудованием биообратной или нейрообратной связи, чтобы достичь нужной частоты в реальном режиме времени.
Современные мозговые машины могут соединяться с сетью Интернет, чтобы обновить программное обеспечение или скачать новые сессии. Сессии обычно используются для медитаций, нейрообратной связи и т. д., чтобы улучшить эффект воздействия.
Некоторые клинические исследования были выполнены со слуховой и визуальной стимуляцией для улучшения познавательных способностей детей, имеющих трудности в обучении (research)

## Безопасность
Мозговая машина может быть опасна для людей с фоточувствительной эпилепсией или другими расстройствами нервов. Предполагается вероятность того, что один из 10 тыс. взрослых, воспользовавшись этим устройством, испытает припадок, и примерно вдвое больше детей будут подвержены аналогичному эффекту.

## В популярной культуре
- В цикле фантастических романов Сергея Лукьяненко «Лабиринт отражений» — «Фальшивые зеркала» — «Прозрачные витражи» роль мозговой машины играет так называемая дип-программа, которая позволяет пользователю войти в виртуальную реальность, именуемую Глубиной.